# Gvardeisk
Gvardeisk (en ruso: Гвардейск), conocida de manera oficial hasta 1946 como Tapiau (en alemán: Tapiau; en lituano: Tepliava, en polaco: Tapiawa) es una ciudad situada cerca de Kaliningrado, que forma parte y es el centro administrativo del distrito de Gvardeisk en el óblast de Kaliningrado, Rusia. Su población es de 13.582 habitantes en 2013.

## Geografía
Gvardeisk está ubicada sobre la margen derecha del río Pregolia, a 37 km al este de Kaliningrado y 1.057 km al oeste de Moscú.

## Historia

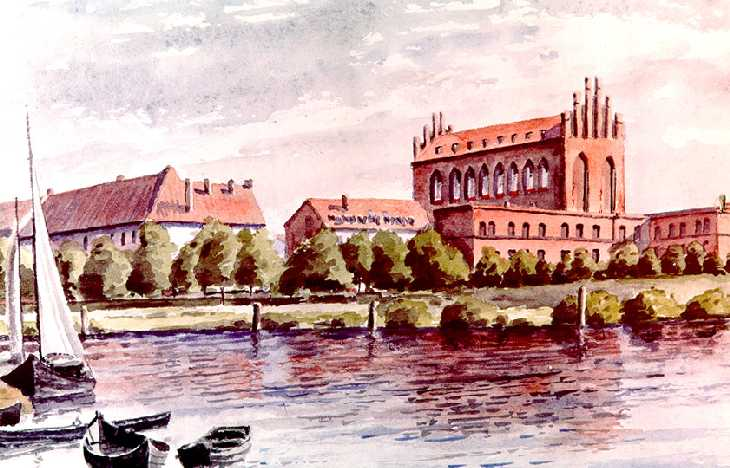
Pintura de la antigua Tapiau y su castillo

Peter von Dusburg escribió sobre un asentamiento conocido como Tapiow, documentado por primera vez en 1254, y el fuerte vecino Surgurbi construido en 1265. Los nombres en prusiano antiguo se derivaron de las palabras tape, teplu, toplu, tapi, que significa "cálido" y sur garbis, que significa "alrededor de la montaña". Durante la Cruzada prusiana del siglo XIII, el área fue conquistada por la Orden Teutónica. Para proteger Sambia de los nadruvianos y los escalvianos, los cruzados construyeron un fuerte de madera entre los ríos Deima y Pregolia en 1283-1290. Este fue reemplazado por el castillo de Tapiau en 1351.
El asentamiento fue conocido gradualmente por los cruzados alemanes como Tapiau. Vitautas, el posterior Gran Duque de Lituania, fue bautizado en Tapiau en 1385. A petición de la Confederación Prusiana antiteutónica en 1454, el rey polaco Casimiro IV Jagellón incorporó la región y la ciudad al reino de Polonia y estalló la Guerra de los Trece Años. Después de la derrota de los Caballeros Teutónicos en la guerra, en 1466, la ciudad pasó a formar parte de Polonia como feudo de los Caballeros Teutónicos. Después de la transferencia de la sede del Gran Maestre de Malbork a Königsberg, Tapiau se convirtió en el sitio de los archivos y la biblioteca de la Orden desde 1469 hasta 1722.
Tapiau se convirtió en parte del ducado de Prusia, un estado vasallo de Polonia, en 1525. El castillo de Tapiau se usaba a menudo como segunda residencia de los duques de Prusia; Alberto I de Prusia murió allí en 1568. Se convirtió en parte del reino de Prusia en 1701, recibiendo privilegios de ciudad del rey Federico Guillermo I de Prusia en 1722. Se convirtió en parte de la recién establecida provincia prusiana de Prusia Oriental en 1773 y fue administrado en Landkreis Wehlau (1818-1945). Tapiau se convirtió en parte del Imperio alemán durante la unificación de Alemania en 1871.
En agosto de 1939, los alemanes encarcelaron al director, los maestros, otro personal y 162 estudiantes del gimnasio polaco en Kwidzyn en la ciudad, recluidos en el antiguo hospital psiquiátrico. En septiembre de 1939, durante la invasión alemana de Polonia, que inició la Segunda Guerra Mundial, se convirtió en un campo de prisioneros de guerra para prisioneros de guerra polacos, y los profesores y jóvenes polacos fueron deportados a otros lugares. Más tarde, los estudiantes menores de 18 años fueron liberados, los estudiantes mayores fueron reclutados a la fuerza por la Wehrmacht, mientras que los maestros y el personal fueron deportados a campos de concentración nazis, donde la mayoría de ellos fueron asesinados. También se operó en la ciudad una prisión nazi para mujeres.
A diferencia de la mayoría de las otras ciudades en el norte de Prusia Oriental, Tapiau no sufrió daños durante la Segunda Guerra Mundial. Después del final de la guerra en 1945, fue anexada por la Unión Soviética y rebautizada como Gvardeysk ("ciudad de guardia") en 1946. La población alemana de la ciudad de más de 9.000 personas huyó o murió durante la guerra, y los que quedaron después de la guerra fueron expulsado y reemplazado gradualmente por residentes soviéticos. Cuando el pueblo era conocido como Tapiau antes de 1946, el sol dorado también incluía el Tetragrámaton (Jehova-Sonne), aunque hoy el escudo de armas representa una mano desnuda que sostiene una espada entre las nubes, bajo un sol dorado. La población alemana fue evacuada o más tarde expulsada hacia el oeste y reemplazada por rusos.

## Demografía
En el pasado la mayoría de la población estaba compuesta por alemanes, pero tras el fin de la Segunda Guerra Mundial fueron expulsados a Alemania y se repobló con rusos. 
| Gráfica de evolución de Gvardeisk entre 1816 y 2010 |
|                                                     |

## Economía
En la ciudad hay una planta empacadora de carne, una panadería, una fábrica de materiales de embalaje, una fábrica de ensamblaje de electrodomésticos, una tienda de procesamiento de pescado, una fábrica de billar y una casa de baños.

## Infraestructura

### Arquitectura y monumentos
En la actual Ploshchad Pobedy (antigua plaza del mercado) se encuentra la antigua iglesia luterana de la ciudad de Tapiau, construida en 1502 y destruida varias veces por el fuego, la actual iglesia ortodoxa rusa de Juan Bautista. El antiguo castillo de Tapiau tuvo múltiples usos hasta la década de 2010, en el que dejó de ser una prisión y se empleó solamente para el turismo

### Transporte
La ciudad se encuentra en la carretera principal A229 y está en el ferrocarril Kaliningrado-Nesterov, la principal línea ferroviaria de Kaliningrado hacia el corazón de Rusia. Además hay una conexión de autobús a la ciudad de Kaliningrado varias veces al día.

## Personas ilustres
- Johann Ernst von Wallenrodt (1615-1697): funcionario administrativo alemán que trabajo para el ducado de Prusia.
- Lovis Corinth (1858-1925): pintor, grabador y escultor alemán, cuyo estilo maduro sintetizó el impresionismo y el expresionismo.
- Bernhard Ankerman (1859-1943): etnólogo alemán e investigador de África, representante de la idea de difusión transcultural y de la Kulturkreis.
- Ernst Mollenhauer (1892-1963): pintor alemán expresionista, ligado a la pintura de paisajes.

## Galería

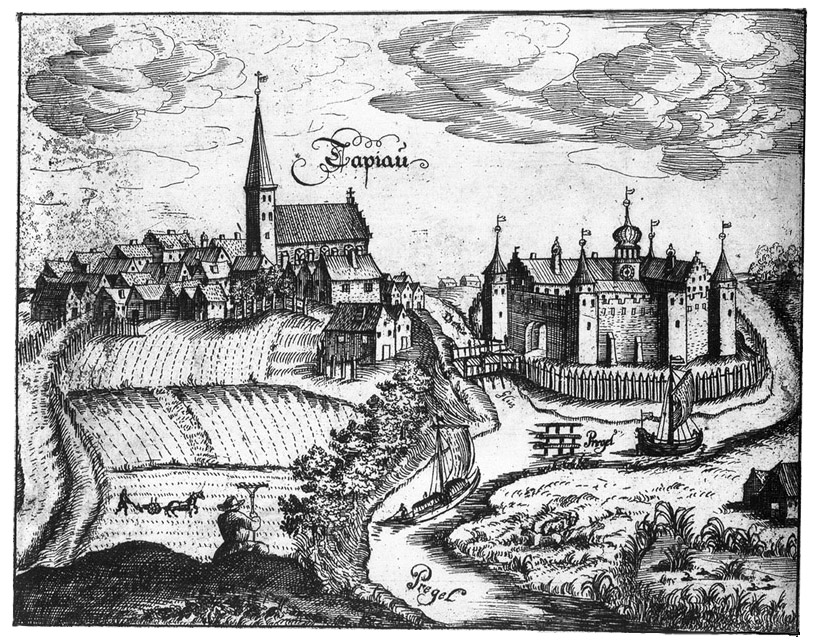
Grabado de Tapiau (siglo XVI)
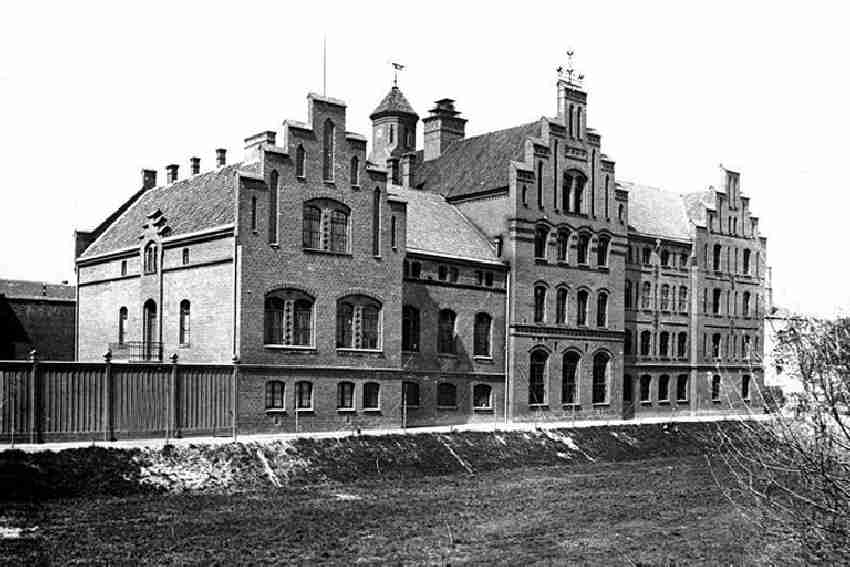
Antiguo castillo de Tapiau
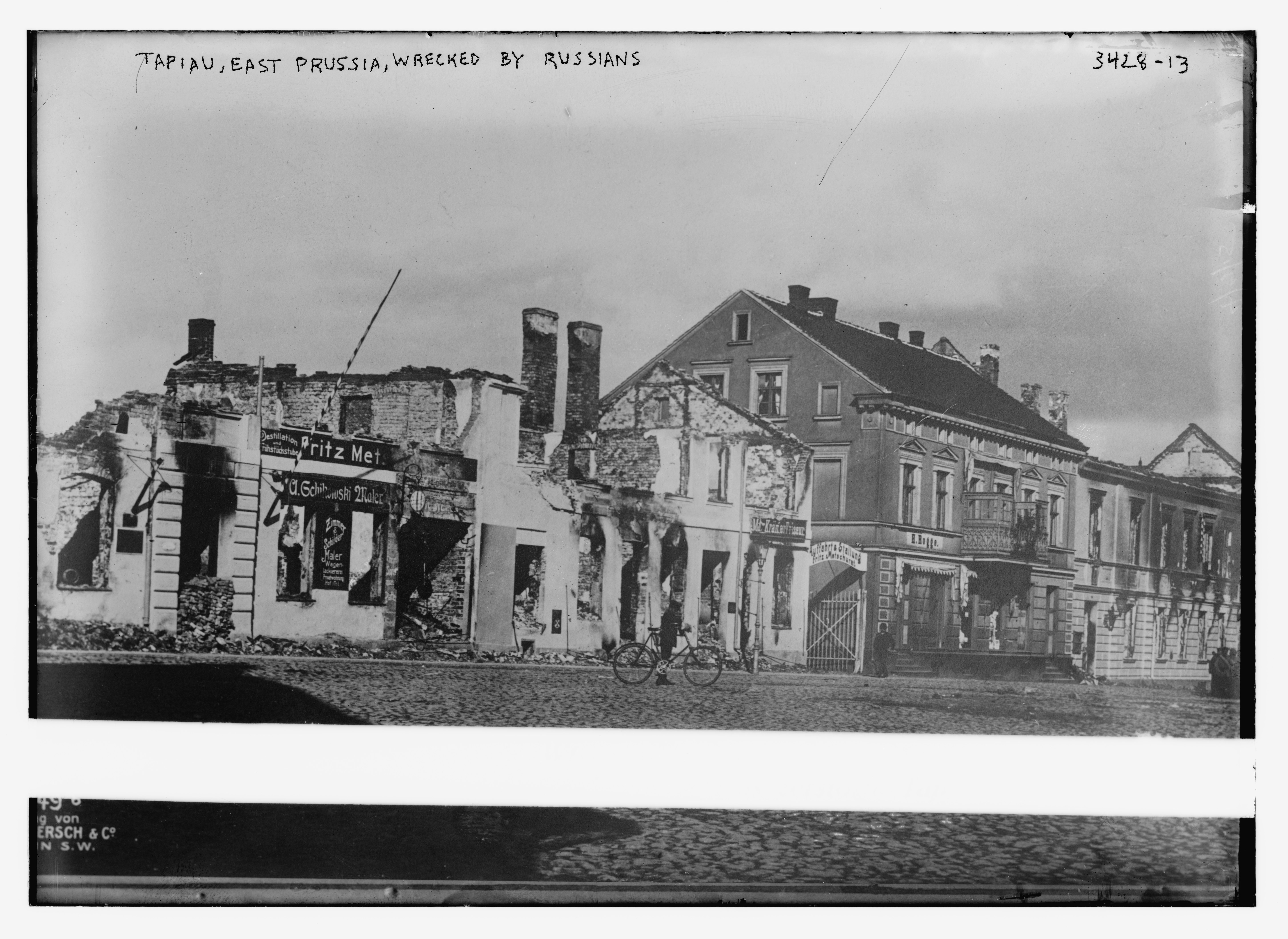
Gvardeisk (Tapiau) destrozada tras la Segunda Guerra Mundial
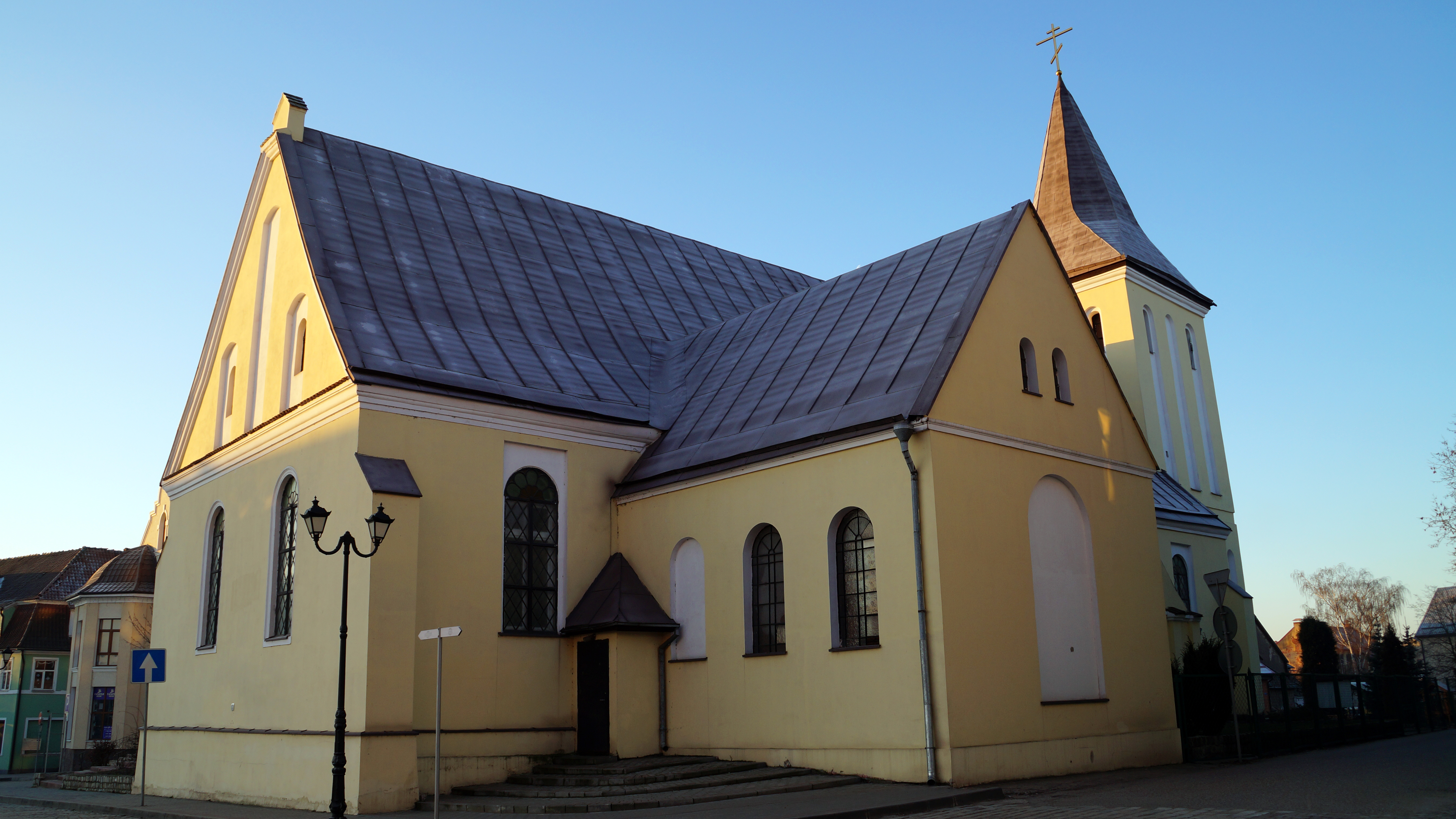
Iglesia de Gvardeisk
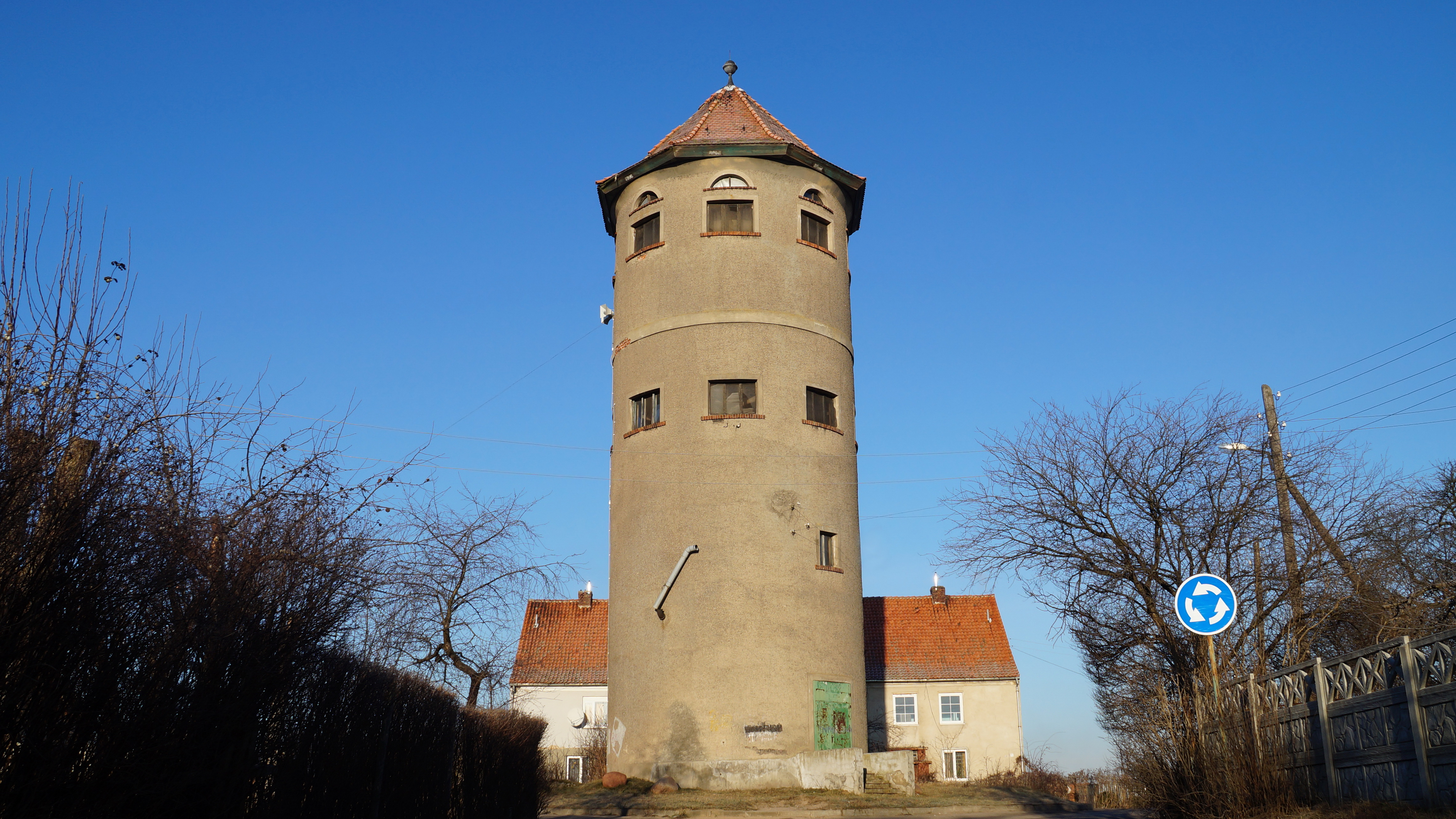
Torre de agua de Tapiau (1920)
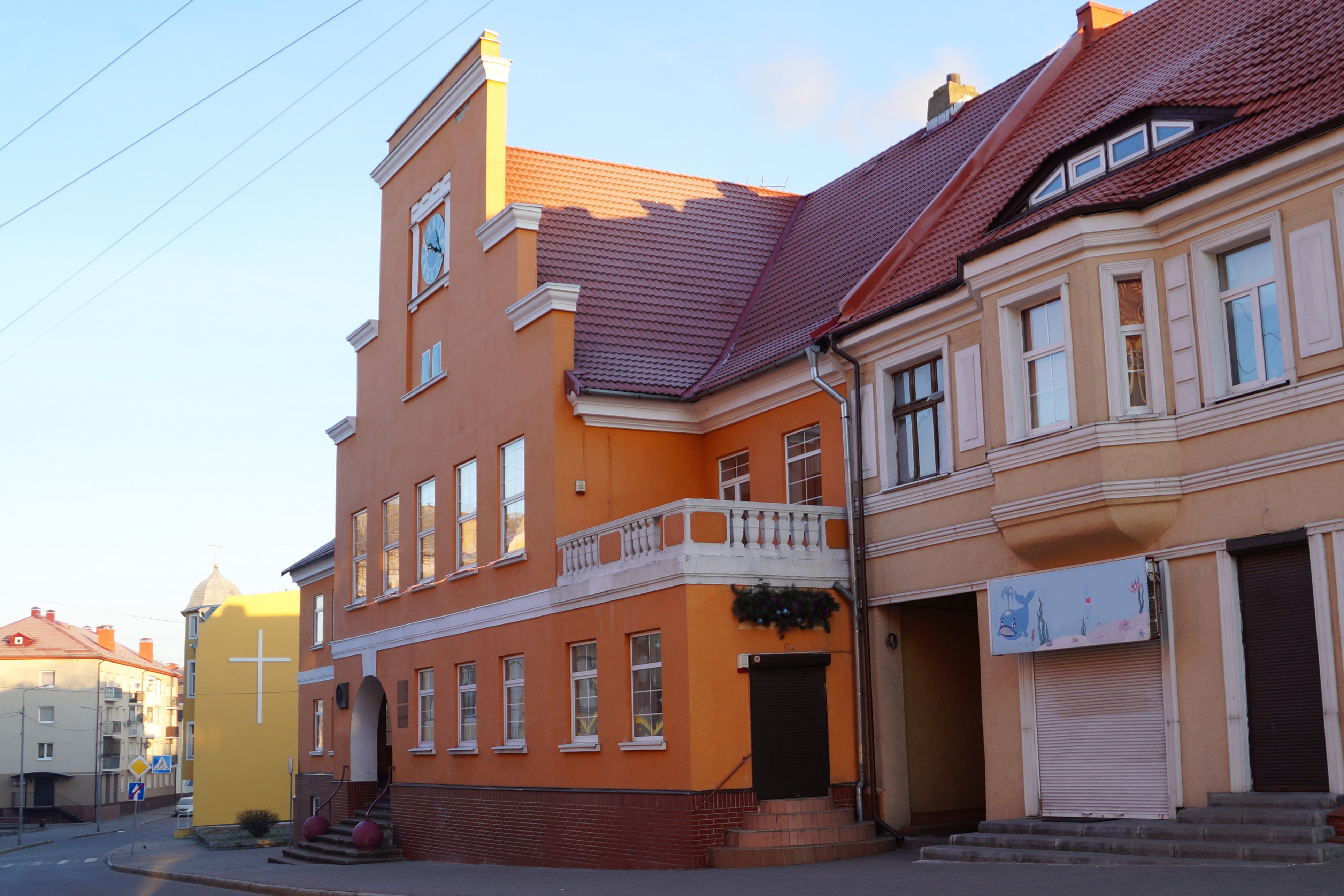
Antiguo ayuntamiento de la ciudad
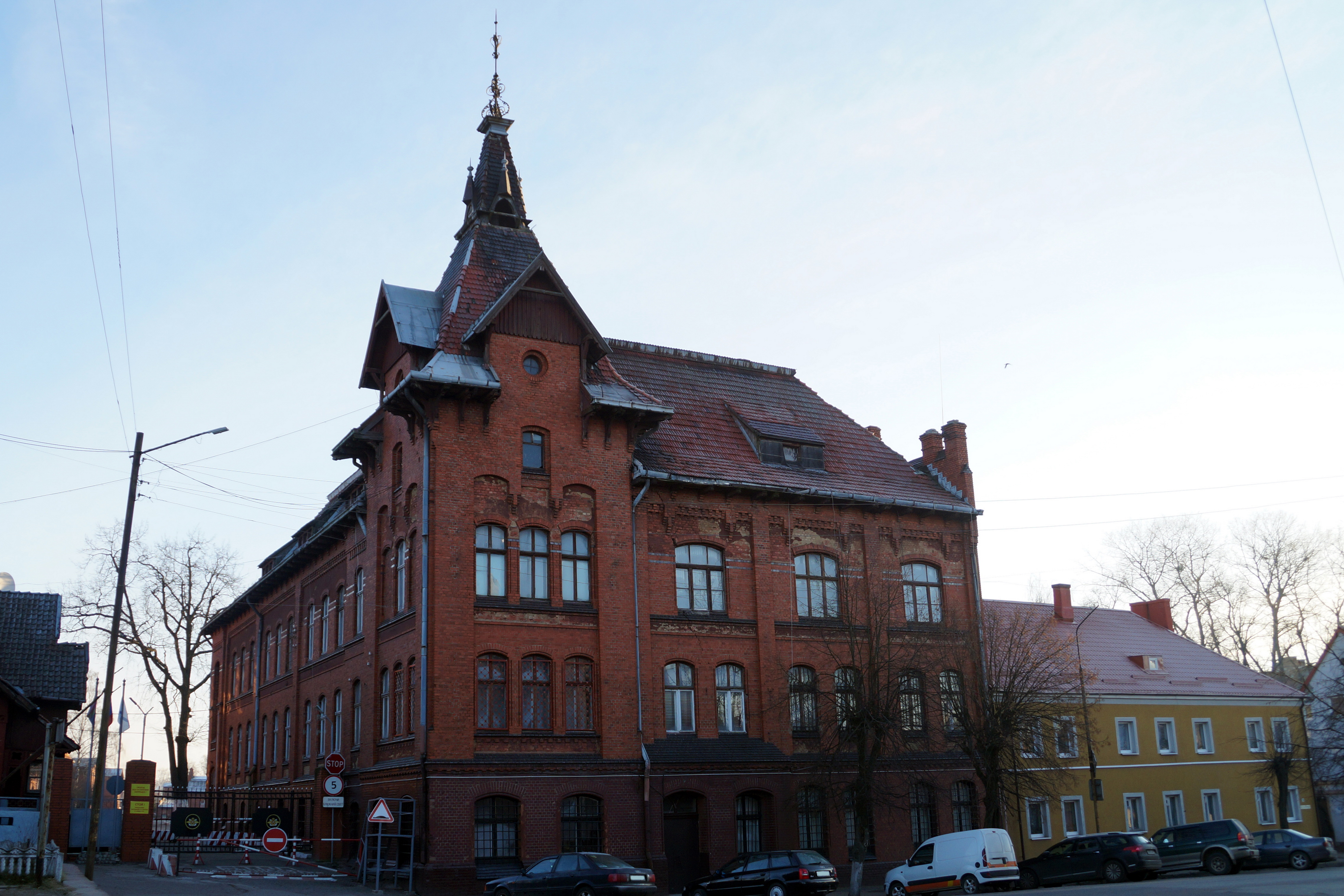
Complejo hospitalario